# 954
954(구백오십사)는 953보다 크고 955보다 작은 자연수다.

## 수학
- 합성수로, 그 약수는 총 12개다. (1, 2, 3, 6, 9, 18, 53, 106, 159, 318, 477, 954)
  - 954의 진약수의 합은 1152이므로, 954는 과잉수다.
- {\displaystyle 954=73+79+83+89+97+101+103+107+109+113}
  - 연속하는 소수(素數) 10개의 합으로 나타낼 수 있으며, 이 성질을 지닌 앞의 수는 912, 다음 수는 1008이다.
- {\displaystyle 954=15^{2}+27^{2}}
  - 서로 다른 두 자연수의 제곱합으로 나타낼 수 있다.
- {\displaystyle 23^{12}-1}은 954로 나누어떨어진다.

## 과학·기술
- NGC 954: 에리다누스자리 방향에 있는 은하.
- 코스모스 954호(영어판): 소련의 인공위성.

## 군사
- U-954(영어판): 제2차 세계 대전에 사용된 나치 독일의 군용 잠수함.

## 문화유산
- 대한민국의 보물 제954호: 조서경 무과홍패

## 방송
- AM 954kHz: 일본 TBS 라디오의 주파수.

## 기타
- 연도: 954년, 기원전 954년